# Il castello sull'Hudson
Il castello sull'Hudson (Castle on the Hudson) è un film del 1940 diretto da Anatole Litvak.
È un film carcerario statunitense con John Garfield, Ann Sheridan e Pat O'Brien. È basato sul romanzo del 1932 Twenty Thousand Years in Sing Sing di Lewis E. Lawes, direttore del famigerato carcere di Sing Sing che migliorò le condizioni per i detenuti. Dal romanzo era stato precedentemente tratto un altro film, 20.000 anni a Sing Sing del 1932.

## Produzione
Il film, diretto da Anatole Litvak su una sceneggiatura di Seton I. Miller, Brown Holmes e Courtney Terrett e un soggetto di Lewis E. Lawes, fu prodotto da Anatole Litvak per la Warner Bros. e girato nel carcere di Sing Sing, Ossining, New York, e nei Warner Brothers Burbank Studios a Burbank, California, dal 10 luglio 1939. I titoli di lavorazione furono City of Lost Men e Years Without Days.

## Distribuzione
Il film fu distribuito con il titolo Castle on the Hudson negli Stati Uniti dal 17 febbraio 1940 al cinema dalla Warner Bros.
Altre distribuzioni:
- in Svezia il 4 ottobre 1940 (En brottslings hedersord)
- in Finlandia l'11 maggio 1941 (Rikollisen kunniasana)
- in Portogallo l'11 gennaio 1943 (O Castelo do Hudson)
- negli Stati Uniti il 9 aprile 1949 (redistribuzione)
- in Brasile (Dias Sem Fim)
- nel Regno Unito (Years Without Days)
- in Grecia (Pyrgos agonias)
- in Italia (Il castello sull'Hudson)

## Critica
Secondo il Morandini il film è un "dramma carcerario visto e rivisto" caratterizzato da "buon ritmo, buona fotografia" ma anche da diversi luoghi comuni. Secondo Leonard Maltin il film è "un rifacimento fedele ma non particolarmente interessante".